# Mayon
A Mayon a Fülöp-szigetek legaktívabb tűzhányója. Kitörései az évszázadok során több ezer ember életét követelték. Ma a környező természetvédelmi területtel együtt a világörökségi javaslati listán szerepel.

## Leírás
A Mayon, amely a Fülöp-szigetek legészakibb nagy szigetének, Luzonnak a délkeleti részén, az Albayi-öböl partján emelkedik, a világ egyik legszabályosabb kúp alakú tűzhányója. Kerülete a lábánál körülbelül 130 km, magassága 2462 méter, lejtői mintegy 35–40°-osak. A legközelebbi nagyobb település a tőle délre található Legazpi. Lejtőinek alacsonyabban fekvő részein hatalmas abakaültetvények terülnek el, míg feljebb az 55 km²-es Mayon Nemzeti Park található.
A környező nemzeti parkban 156 virágosnövény-fajt írtak le, köztük a ritka és különleges Nepenthes ventricosa nevű kancsókafajt. Gerinces állatai között 57 madárfaj, 10 kétéltűfaj, 24 hüllőfaj és 13 emlősfaj található meg. Az emlősök közül 7 endemikus, 3 pedig sebezhetőnek van nyilvánítva: a Fülöp-szigeteki számbárszarvas, a Fülöp-szigeteki disznó és az aranykoronás repülőkutya. A madarak közül 37 endemikus, köztük a mérsékelten fenyegetett luzoni csillagosgalamb, a sebezhető Fülöp-szigeteki uhu és a súlyosan veszélyeztetett vörösfarú kakadu, míg a 10 kétéltű mindegyike endemikus béka. Az ízeltlábúak között 17 endemikus faj (1 lepke, 9 pók és 7 botsáska) található.
A Bicol-félsziget őslakói úgy tartották, ez a hegy őseik lakóhelye volt, ezért a Mayon tiltott területnek számított köreikben: nem csak a természeti kincseket nem aknázták ki emiatt, de még a csúcsára is tilos volt felmászni. Emellett animista hitük úgy tartotta, a tűzhányó egyszerre két istenség, Mayong és Gugurang (a főisten) szent hegye is.

## Kitörései
1616 óta több mint 30 kitörését jegyezték fel. Jellemzően az aktív időszakok egy rövidebb, bazaltos jellegű kitöréssel kezdődnek, majd egy hosszabb, andezites lávafolyással folytatódnak. A kitörések rendszerint a központi csatornán történnek, a lávafolyások pedig a hegy oldalán lefolyva igen sokáig is eljuthatnak. A csúcsról sugárirányban induló mintegy 40 árokban nem ritkán zúdul le sárfolyam vagy piroklaszt ár.
A legpusztítóbb kitörés az 1814-es volt, amikor több közeli település, többek között Cagsawa teljesen elpusztult, mintegy 1200 ember halt meg. 1993-ban 79 halálos áldozata volt egy kitörésnek, majd 2000-ben, 2006-ban, 2009-ben, 2014-ben és 2018-ban emberek tízezreit kellett kitelepíteni a környező településekről. 2006-ban a Durian tájfun miatti esőzések sárlavinákat és árvizeket okoztak a Mayon lábánál, több mint 1000 ember halálát okozva.

## A Mayon legendája
A helyi legenda úgy tartja, élt itt egyszer egy gyönyörű hercegnő, akinek volt egy Magayon nevű nagybátyja, aki azonban minden kérőt igyekezett távol tartani unokahúgától. Egyszer egy bátor harcos, akit teljesen elvarázsolt a lány szépsége, vette a bátorságot, felmászott hozzá a falon, bemászott az ablakon, és rábeszélte a lányt, hogy szökjön meg vele. Magayon üldözőbe vette őket, de a pár imádkozni kezdett az istenekhez, aminek következtében egy hirtelen támadt földcsuszamlás élve maga alá temette a dühöngő Magayont. Az ő haragja az, amely most a föld alól időről időre kitör a vulkánon keresztül.

## Képek

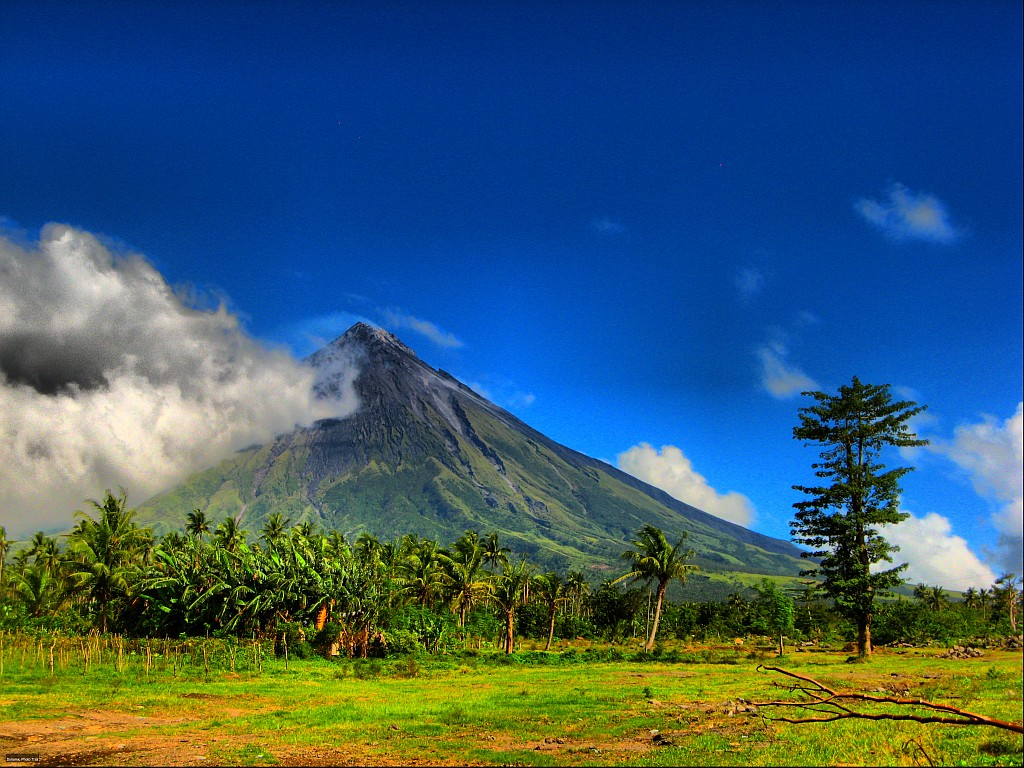
Látképe Camalig felől
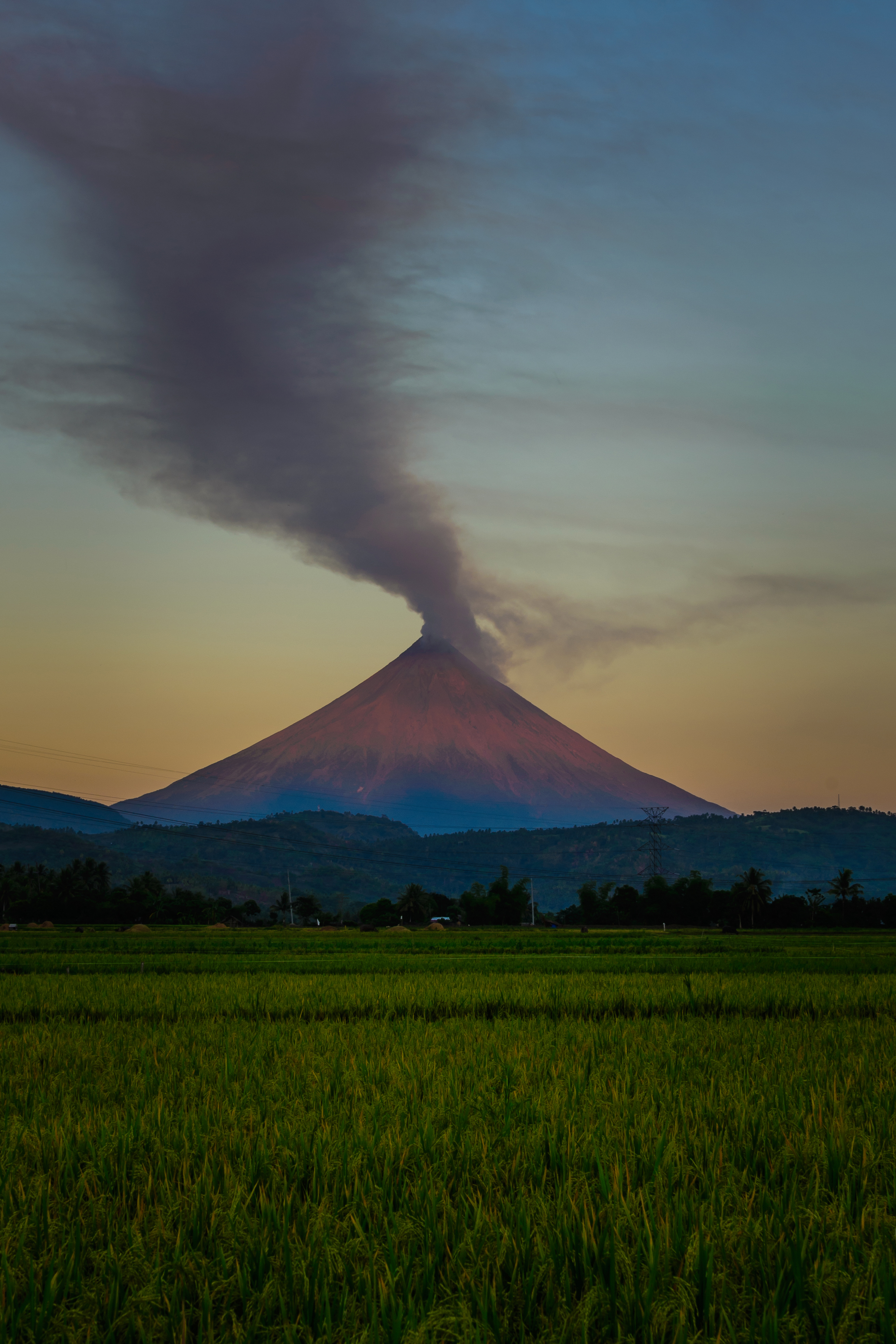
Füst száll fel a Mayonból
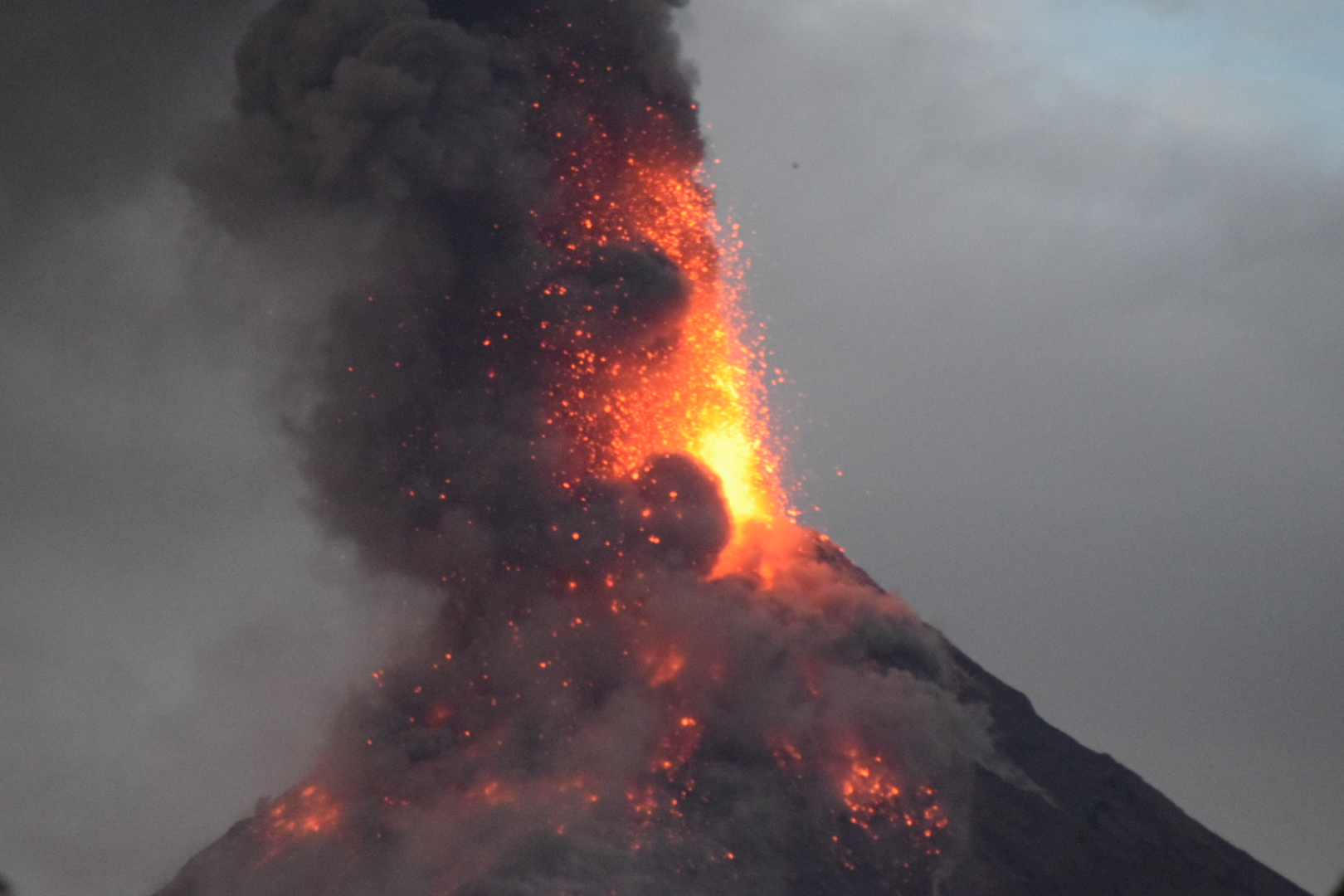
Egy 2018-as kitörés alkalmával
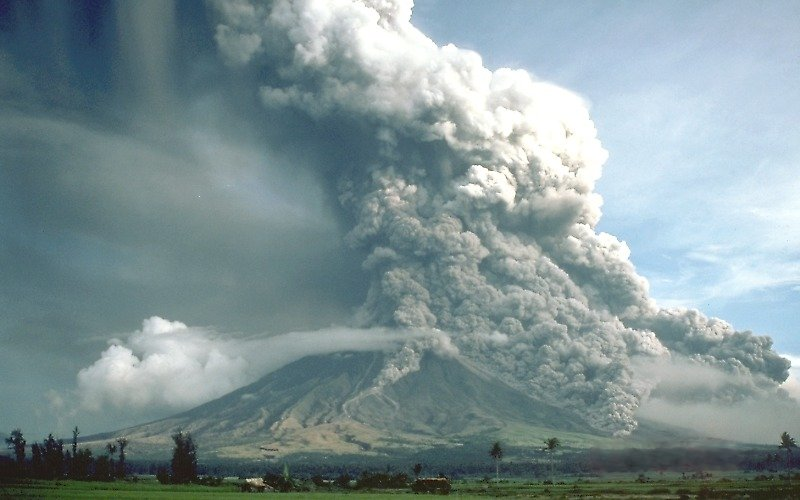
Piroklaszt ár 1984-ben
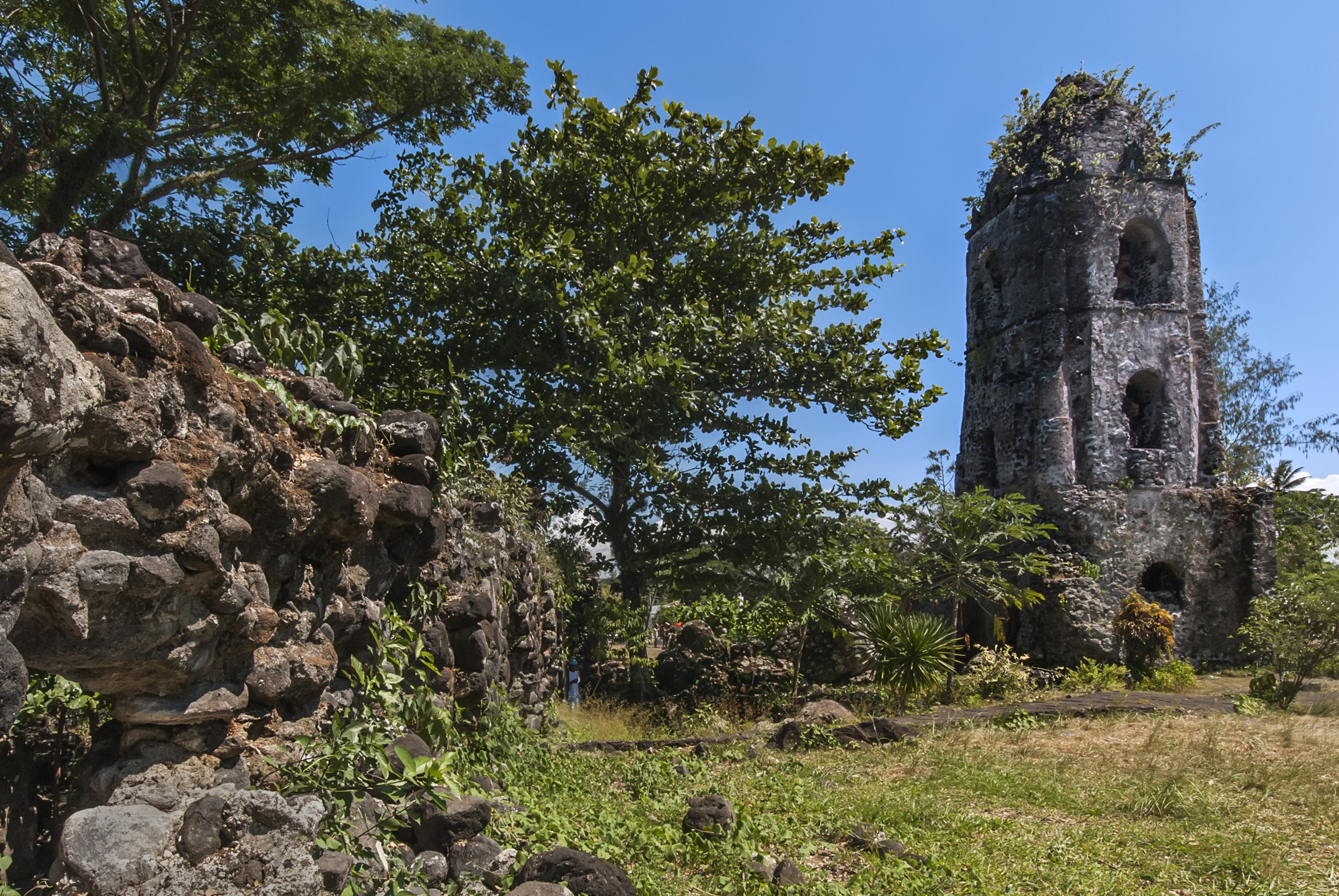
A vulkán által elpusztított Cagsawa-templom romjai